# Catalogo RCW

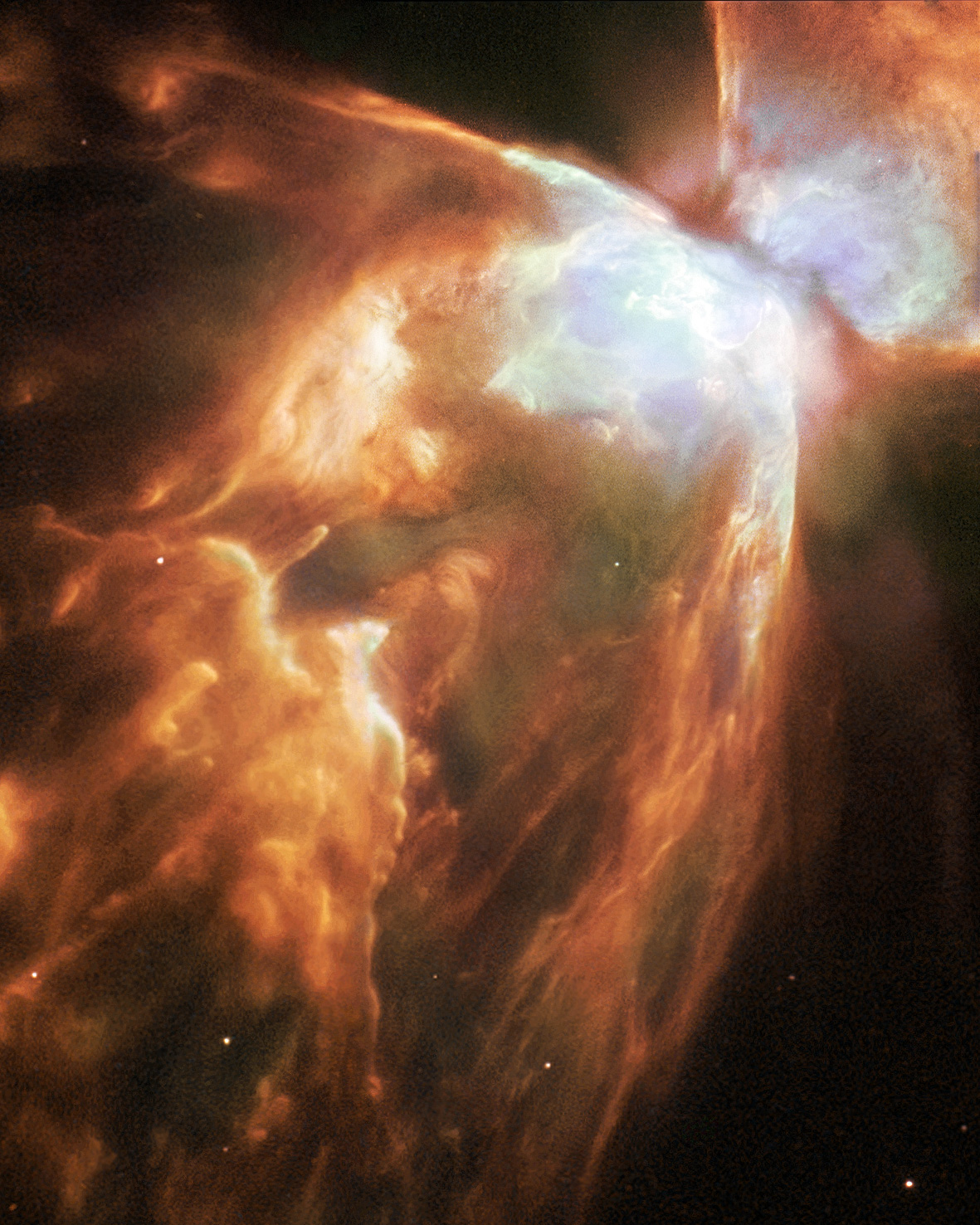
La nebulosa NGC 6302, un oggetto riportato nel Catalogo RCW con la sigla RCW 124.

In astronomia, il Catalogo RCW (dal nome dei suoi compilatori, Rodgers, Campbell e Whiteoak) è un catalogo astronomico di 182 regioni H II ad emissioni Hα appartenenti alla Via Lattea nell'emisfero australe celeste. Fu compilato nel 1960.
Si può intendere come un'espansione del Catalogo di Gum, risalente a pochi anni prima, dato che comprende gli stessi oggetti, a cui se ne aggiungono molti altri; comprende inoltre alcuni oggetti riportati pure nel Catalogo Sharpless, che elenca lo stesso tipo di oggetti, ma dell'emisfero boreale celeste. Molte delle nebulose catalogate dal Catalogo RCW non sono osservabili direttamente, ma si rendono visibili solo nelle lastre fotografiche prese con dei telescopi molto potenti.
Il catalogo completa la numerazione delle nebulose fatta da Stewart Sharpless e si estende alle regioni galattiche comprese fra 190° e 12° di longitudine galattica, su un'escursione di 15° a nord e a sud dal piano galattico.

## Oggetti
Sotto sono riportati alcuni oggetti rappresentativi.
- RCW 1 - parte della Nebulosa Gabbiano
- RCW 2 - Gum 1
- RCW 5 - l'Elmetto di Thor
- RCW 86 - il resto di supernova SN 185
- RCW 103 - il resto di supernova SNR RCW103
- RCW 124 - una nebulosa bipolare
- RCW 127 - la nebulosa diffusa NGC 6334
- RCW 131 - la nebulosa diffusa NGC 6357